# Église Notre-Dame de Favas
L'église Notre-Dame de Favas est située sur la commune de Bargemon, dans le département du Var.

## Histoire
L'église Notre-Dame est construite au Xe siècle. Il n'en reste que des vestiges.
L'église est inscrite au titre des monuments historiques depuis le 13 mars 1972.

## En savoir plus